# بررسی باستان‌شناسی کتاب مقدس
بررسی باستان‌شناسی کتاب مقدس (انگلیسی: Biblical Archaeology Review) یک مجله است که هر سه‌ماهه چاپ می شودو گاهی به عنوان BAR شناخته می‌شود که به دنبال پیوند مطالعات آکادمیک باستان‌شناسی به مخاطبان عام گسترده‌ای است که به دنبال درک جهان کتاب مقدس، خاور نزدیک و خاورمیانه هستند.